# Volcán Lanín
Volcán Lanín (franska: Lanín, italienska: Vulcano Lanín) är en kon i Argentina, på gränsen till Chile. Den ligger i den sydvästra delen av landet, 1 300 km väster om huvudstaden Buenos Aires. Toppen på Volcán Lanín är 3 729 meter över havet.
Terrängen runt Volcán Lanín är bergig norrut, men söderut är den kuperad. Volcán Lanín är den högsta punkten i trakten. Runt Volcán Lanín är det mycket glesbefolkat, med 3 invånare per kvadratkilometer.. Det finns inga samhällen i närheten. 
Trakten runt Volcán Lanín består i huvudsak av gräsmarker.